# Vitez Zemun
Vitez (Zemunski srednjoškolski klub Vitez) je bivši nogometni klub iz Zemuna.
Osnovali su ga 1920. srednjoškolci. Do 1921. nosio je naziv Đački sport klub Avala.
Klupska boja 1932. bila je crna.